# Hedwig Sidner
Hedwig Christina Margareta Sidner, född den 28 december 1852 i Härnösand, död den 25 mars 1929 i Stocksund, var en svensk pedagog. Hon var dotter till Anders Sidner samt syster till Ludvig Sidner och Esther Gadelius. 
Hon tog examen vid Högre lärarinneseminariet 1874 och var därefter lärare vid Nya elementarläroverket för flickor i Härnösand 1877, föreståndare för Elementarläroverket för flickor i Falun 1879, adjunkt vid Folkskoleseminariet i Falun 1882, adjunkt vid Folkskoleseminariet i Stockholm 1887, sakkunnig i 1906 års seminariekommitté, ledamot där 1914, ledamot av Överstyrelsen för Stockholms folkskolor 1907-1912, ledamot vid Kungsholms skolråd 1910-1912, Läroverksöverstyrelsens och Folkskoleöverstyrelsens sakkunnighets biträde och inspektris för undervisningen i kvinnligt handarbete 1915, ledamot av styrelsen för Pedagogiska biblioteket i Stockholm 1919-1923, verksam vid Birkagården och dess förlag i Stockholm från 1919.